# 土耳其—巴勒斯坦友谊医院
土耳其-巴勒斯坦友谊医院是位於加沙地帶加薩南部的一家醫院，醫院位於加沙伊斯兰大学医学院校园内，一度是加沙地帶唯一的一所癌症醫院 ，由土耳其合作与协调机构建造。该医院于2011年开工，2017年竣工，总耗资7000万美元。 2023年11月1日，受以色列—哈馬斯戰爭影響，醫院停止服务。